# D'oh!

Versione artistica di D'oh! nel tipico televisore dei Simpson

D'oh! (pronuncia inglese: ˈdoʊ) è una caratteristica esclamazione comica di Homer Simpson, personaggio immaginario protagonista della serie animata I Simpson. L'epiteto è stato inserito nell'Oxford English Dictionary nel 2001 come suono onomatopeico, scritto "DOH". Attualmente è un marchio registrato della 20th Century Fox. Viene utilizzata da Homer solitamente quando gli accade qualcosa di spiacevole, quando si fa male o quando compie qualche azione stupida. In alcuni episodi viene utilizzata anche da altri personaggi, come Marge, Lisa, Bart o la madre di Homer Mona.

## Origini

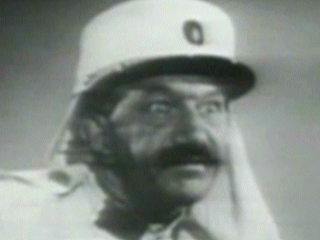
Fu Finlayson a inventare la tipica espressione di Homer Simpson.

Durante il doppiaggio di un corto dei Simpson per lo show Tracey Ullman Show Homer avrebbe dovuto utilizzare un'espressione di irritazione (nell'originale "annoyed grunt", così come riportato sul copione); Dan Castellaneta (il doppiatore originale di Homer), la rese come "d'ooooooh".
Questa espressione è stata presa da James Finlayson, storica spalla di Stanlio e Ollio; veniva usata come una storpiatura dell'ingiuria inglese "Damn!". Matt Groening pensò che sarebbe calzata meglio se avesse avuto una pronuncia più veloce. Così fece Castellaneta, trasformandola nell'espressione che oggi conosciamo.
La versione di oggi venne utilizzata per la prima volta nel corto The Krusty the Clown Show (1989), sempre per il Tracey Ullman Show.  Nei copioni di doppiaggio originali (in lingua inglese) viene trascritto come "annoyed grunt", e questa espressione appare anche nei titoli originali di alcune puntate.

## D'oh! nei titoli
Come già detto, in origine la parola non aveva una forma scritta ufficiale, e veniva scritta come "annoyed grunt". Per questo, alcuni titoli in lingua originale riportano la scritta "annoyed grunt" al posto di "d'oh". Ecco una lista:
- Simpsoncalifragilisticexpiala(Annoyed Grunt)cious (Simpsoncalifragilistichespirali-d'oh-so, ottava stagione)
- E-I-E-I-(Annoyed Grunt) (L'erba del vicino è sempre più verde, undicesima stagione)
- I, (Annoyed Grunt)-Bot (Robot-Homer, quindicesima stagione)
- G.I. (Annoyed Grunt) (Soldato D'oh, diciottesima stagione)

Vi sono altresì alcuni episodi che riportano la parola D'oh nel titolo originale
- D'oh-in in the Wind (Homer figlio dei fiori, decima stagione)
- Days of Wine and D'oh'ses (A tutta birra, undicesima stagione)
- C.E. D'oh (Homer fa le scarpe a Burns, quattordicesima stagione)
- We're on the Road to D'ohwhere (Siamo sulla strada che dove va nessuno lo sa, diciassettesima stagione)
- He Loves to Fly and He D'ohs (Gli piace volare e d'oh... lo fa!, diciannovesima stagione)
- Waverly Hills 9-0-2-1-D'oh (Waverly Hills 9021-D'oh, ventesima stagione)
- The Greatest Story Ever D'ohed (La più grande storia mai ra-d'oh-ntata, ventunesima stagione)
- The Falcon and the D'ohman (La spia venuta da... d'oh!, ventitreesima stagione)
- The D'oh-cial Network (Il D'oh-cial Network, ventitreesima stagione)

## Utilizzo
Il termine D'oh! viene spesso utilizzato dai fan dei Simpson, e non solo. Tale termine è diventato comune nel linguaggio parlato di oggi (anche in Italia), dimostrando così il grande impatto culturale dei Simpson. D'oh! venne aggiunto inizialmente al The New Oxford Dictionary of English nel 1998, con la definizione "usato per commentare un'azione percepita come stupida o stolta" (in originale: used to comment on an action perceived as foolish or stupid).
Nel Oxford English Dictionary del 2001 viene data la definizione "esprime frustrazione quando qualcosa viene realizzato in malo modo o non come pianificato, o quando qualcuno dice o fa qualcosa di stupido" (in originale: expressing frustration at the realization that things have turned out badly or not as planned, or that one has just said or done something foolish).

## Altri usi
Nel celebre MMORPG World of Warcraft della Blizzard Entertainment è possibile utilizzare comandi (emotes) che fanno compiere al proprio personaggio varie azioni. Tra le tante possibilità, digitando /bonk il sistema indica "You bonk yourself on the noggin. Doh!" (Trad. "Ti dai una botta sulla zucca. Doh!") oppure, se un altro personaggio è selezionato, "You bonk on the noggin. Doh!".